# Nathalie Delon
Nathalie Delon, właściwie Francine Canovas (ur. 1 sierpnia 1941 w Wadżdzie, zm. 21 stycznia 2021 w Paryżu) – francuska aktorka, scenarzystka i reżyserka filmowa.

## Życiorys
W 1959 mając 18 lat poślubiła starszego od niej o cztery lata Guya Barthelemy’ego, francuskiego żołnierza. Kilka miesięcy później na świat przyszła ich córka Nathalie i para zamieszkała w Maroku. Ich związek rozpadł się w 1963. Nathalie, nosząca teraz nazwisko Barthelemy, wyjechała do Francji, zostawiając córkę pod opieką ojca. 13 sierpnia 1964 wyszła za mąż za Alaina Delona, z którym miała syna Anthony’ego (ur. 30 września 1964). Debiutowała na dużym ekranie u boku Delona w dramacie kryminalnym Samuraj (Le Samouraï, 1967) jako Jane Lagrange, traktowana przedmiotowo przez swojego kochanka, tytułowego płatnego zabójcę. Pochlebne opinie krytyków o aktorstwie Alaina Delona szły w parze z nieprzychylnymi o umiejętnościach Nathalie Delon. Znosiła to z coraz większym trudem. Rozczarowana odnalazła się na paryskiej scenie. 25 sierpnia 1968 doszło do ich rozwodu.
Pojawiła się jeszcze na ekranie w dramacie wojennym Armia cieni (L’Armée des ombres, 1969), kryminale szpiegowskim 48 godzin (When Eight Bells Toll, 1971) z Anthonym Hopkinsem, Sinobrody (Bluebeard, 1972) z udziałem Richarda Burtona i Raquel Welch, komedii kostiumowej Bardzo ładna i bardzo wesoła historia (L'Histoire tres bonne et tres joyeuse de Colinot Trousse-Chemise, 1973) u boku Brigitte Bardot, komediodramacie Romantyczna Angielka (The Romantic Englishwoman, 1975) z Glendą Jackson i Helmutem Bergerem oraz melodramacie kostiumowym Rogera Vadima Wierna żona (Une femme fidele, 1976) jako hrabina Flora De Saint Gilles.
Spróbowała też swoich sił jako scenarzystka i reżyser filmu Zawiadomienie o nieszczęśliwym wypadku (Ils appellent ça un accident, 1982), w którym zagrała główną rolę, a także komedii romantycznej Słodkie kłamstwa (Sweet Lies, 1988) z Treatem Williamsem i Joanną Pacułą. Była również autorką piosenki „Island Life” pochodzącej z filmu Romana Polańskiego Frantic (1988).
Zmarła 21 stycznia 2021 w wieku 79 lat w Paryżu na raka.